# Camillina pavesii
Camillina pavesii är en spindelart som först beskrevs av Simon 1897.  Camillina pavesii ingår i släktet Camillina och familjen plattbuksspindlar. Inga underarter finns listade.